# Fearsome Five
Los Cinco Temibles, son un grupo ficticio de supervillanos de la editorial DC Comics, conocidos por ser uno de los enemigos casuales de los Teen Titans, y muy rara vez han interactuado como villanos de la Liga de la Justicia, creados por George Perez y Marv Wolfman, debutando en las páginas de The New Teen Titans Vol. 1 #3 (enero de 1981), por lo que básicamente fueron con los Teen Titans que se ganaron el puesto de ser los adversarios usuales de estos héroes.

## Historia sobre la publicación
Los Cinco Temibles, fueron creados por George Perez y Marv Wolfman, debutando en las páginas de The New Teen Titans Vol. 1 #3 (enero de 1981), como los adversarios más populares de los Teen Titans bajo la etapa de la formación más icónica del equipo de los Teen Titans (Starfire, Robin/Nightwing, Raven, Kid Flash, Changeling/Beast Boy, Cyborg, Speedy), siendo este grupo de villanos fundado por el psicópata Doctor Arthur Light, más conocido como el Doctor Light. Aunque son mortales, carecen de una sofisticación como criminales al planear sus crímenes, con un definido enfoque hacia una unión o lealtad, por lo que son entre los grupos de supervillanos más débiles, conllevando en su momento disputas internas por el liderazgo, traiciones y la eventual disolución.
Este mismo equipo se volvería en su mayoría popularmente en la televisión en su versión adaptada por la serie animada de Los Jóvenes Titanes y su serie parodia conocida como Teen Titans Go! puesto que allí en vez de llevar su casual nombre son denominados como los 5 de H.I.V.E., cuyo equipo también ha estado vinculado en los cómics de DC tanto en el pasado como en el presente.

## Historia sobre el equipo ficticio
Los "Fearsome Five" fue fundado por el criminal psicópata, el Doctor Light. Para poder llevar a cabo su plan para derrotar a los Titanes, decidió publicar un aviso en el Underworld Star, un boletín criminal clandestino, en el que Arthur Light lograría reunir a un grupo de criminales de segunda para atacar a los Teen Titans, uno de los miembros que se acercó al grupo, otro psicópata metahumano con el poder de controlar el poder de la mente a su voluntad, llamado Psimon, cuando estuvo bajo la influencia del demonio Trigon, y quien fue el mismo que le otorgó sus poderes, usurparía eventualmente el liderazgo del Doctor Light, ahora, Psimon siendo Líder, se verían enfrentándose entre sí por el mismo liderato de la organización criminal ocasionalmente.
Tras haber sido desderrados por Trigon a otra dimensión debido a su fracaso para lograr destruir la Tierra, los demás miembros de los "Cinco Temibles" se unirán al nuevo equipo para formar un ataque contra los Titanes a su nueva base de operaciones, la Torre de los Titanes, como aconteció en las páginas de New Teen Titans Vol. 1 #7 (mayo de 1981), gracias a la manipulación hecha a Silas Stone (más conocido como el padre de Cyborg para acceder al transistor dimensional de los Titanes para que regresaran a Psimon de vuelta a la vida. Sin embargo, Los Cinco Temibles fueron nuevamente derrotados. Psimon más tarde se aliaría con el viajero transdimensional inmortal como el Monitor durante el evento conocido como la Crisis en las Tierras Infinitas (1985-1986). Sintiéndose traicionado, el resto de los Cinco Temibles se fueron contra Psimon y aparentemente le asesinarían.
En las páginas de New Teen Titans Vol. 1 #37 (diciembre de 1983), y en las páginas de Batman & los Outsiders Vol. 1 #5 (diciembre de 1983), los Cinco se volvieron contra el Doctor Light, expulsándolo del grupo e intentaron matarlo, pero Light escaparía posteriormente. Psimon nuevamente regresaría y se volvería su nuevo Líder, aunque Los Cinco Temibles fueron nuevamente derrotados, esta vez por los Titanes, junto con Batman y los Outsiders. Los Cinco, más adelante invadieron Laboratorios S.T.A.R. en las páginas de Tales of the Teen Titans Vol. 1 #56-58 (agosto-octubre de 1985) liberando a Jinx y a Neutron que se encontraban como prisioneros en dichas instalaciones, además, estos mismos fueron reclutados en las filas de los Cinco Temibles; sin embargo, serían una vez más derrotados por los Titanes. Posteriormente se enfrentarían sin mucho éxito a Superman, en las páginas de Adventures of Superman Vol. 1 #430 (julio de 1987) pero esta vez formando una alianza con Charger y Deuce que formaron parte del equipo como nuevos integrantes; a pesar de esto, fueron detenidos nuevamente, aunque en este caso por el mismísimo Superman.
El equipo se disolvería poco tiempo después en luego de las primeras misiones con Deuce y Charger siendo parte del equipo, miembros tales como Mammoth y Shimmer decidieron temporalmente abandonar su vida criminal al encontrar la paz en un monasterio tibetano. Psimon regresaría posteriormente tras su breve estancia en el espacio exterior, y revelar que seguía con vida, y sistemáticamente buscó vengarse de sus antiguos compañeros de equipo, entre los cuales se encontraba Gizmo, al cual Psimon redujo hasta un tamaño subatómico, pero el pequeño tecnópata lograría más adelante regresar a su tamaño normal aunque le costaría ser encerrado por las autoridades, junto con Mammoth y Jinx, ahora bajo custodia en la prisión metahumana de Alcatraz. El mismo Psimon también sería encarcelado en una prisión llamada Losa, pero luego escaparía posteriormente, luego de que esta fuese destruida como sucedió en las páginas de Outsiders Vol.3 #6 (enero del 2004).
Poco tiempo después, en otra historia narrada en las páginas de Outsiders Vol.3 #13-15 (agosto-octubre del 2004), el frecuentemente archienemigo de Shazam!, el Doctor Sivana, reuniría a Psimon, liberaría a Mammoth, a Gizmo y a Jinx de prisión,así como lograría restaurar conéxito la forma destrozada de Shimmer, devolviendole la vida, y puso al equipo a trabajar para él, con un plan que buscaba vender las acciones de LexCorp hacíendoles que estos robasen las cuentas en el edificio corportativo de dicha compañía, en la ciudad de Metrópolis, posteriormente, reducirían con stock al matar a todas las personas que trabajaban en el edificio, así como provocando la destrucción otras dos propiedades de LexCorp. En la última de las dos propiedades destruidas, se encargaba de producir microprocesadores de microchip como subsidiaria de LexCorp, llamada Kellacor, y donde los Cinco Temibles serían detenidos por los Outsiders. Luego de que escaparan, Los Cinco Temibles con poca sofisticación le pidieron a Sivana que se tomaran las instalaciones de misiles nucleares de LexCorp que se encontraban en Joshua Tree, California. Cuando Sivana se negó a dicha petición, Psimon aformó que la tomarían de todas maneras, y como respuesta a este suceso, Sivana matóa Gizmo con un Láser en la cabeza, y cortó las relaciones con los demás cuatro miembros del equipo,advirtiéndoles que les mataría si alguna vez se cruzaban en su camino otra vez. Sivana usó el dinero que obtuvo del plan para adquirir una isla tropical en la costa de Tailandia, para utilizarla como guarida, pero Los Cinco de todas formas en su intento por tomarse las instalaciones serían nuevamente derrotados antes de poder disparar un misil contra Canadá. Mammoth volvería entonces a una prisión metahumana, en este caso a la reconstruida Prisión de Alcatraz, dejando a los demás como prófugos de la Justicia.
Sivana en algún momento sugirió sarcásticamente tras matar a Gizmo, cambiar el nombre a los Cuatro Temibles. Los Cinco Temibles aparecerían después en las páginas del cómic y miniserie precuela a Crisis Infinita denominado VIllanos Unidos #5 (noviembre de 2005), en donde apafrecerían trabajando para la Sociedad Secreta de Supervillanos. Esta vez, volverían a ser liderados por Psimon, y con otros miembros originales del equipo, como Mammoth, Shimmer y Jinx.
Durante los acontecimientos de, evento conocido como Un año después, el Doctor Light, el Doctor Sivana, Psimon, Neutron, Mammoth, Shimmer y Jinx fueron vistos en un planeta prisión durante la miniserie Salvation Run. en Salvation Run #2, Psimon fue interrumpido por el Joker, quien aparentemente le asesina al romperle la cúpula que alberga su cerebro al golpearlo con una roca, varias veces. Ya en el último número de la serie, Lex Luthor utiliza a Neutron como fuente de energía para lograr crear un dispositivo de teletransportación, y aparentemente muere cuando este se autodestruye.
Más tarde, una nueva encarnación de los Fearsome Five surgió tras los acontecimientos de Crisis Final, creado por el supervillano hacker El Calculador, cuyos miembros estaba formado con Mammoth, Shimmer, Jinx, y los nuevo miembros Nano y Rumble. Tanto Nano como Rumble originalmente eran dos reclusos de la Ilsa-Prisión de Alcatraz, donde Shimmer se encargó de reclutarlos para el nuevo equipo, ya que Nano fue encarcelado tras su enfrentamiento contra Cyborg.

### Los Nuevos 52/DC: Renacimiento
Los Nuevos 52 (reinicio de continuidad de DC Comics) durante el arco "Maldad Eterna", los miembros de los Cinco Temibles aparecieron con la alineación formada por: (Gizmo, Jinx, Mammoth, Psimon y Shimmer), siendo reclutados por el Sindicato del Crimen al unirse a la Sociedad Secreta de Supervillanos.
Posteriormente, en las páginas de Justice League Vol.2 #29, los Cinco Temibles reaparecerían al ser enviados por el Doctor Psycho y Hector Hammond para enfrentarse a Cyborg y a los Hombres de Metal. Serían derrotados fácilmente por los Hombres de Metal, algo que los Hombres de Metal no tenían, por ser dependientes de un sistema de I.A. (Inteligencia Artificial).
Durante la etapa DC Rebirth se les ve de nuevo enfrentándose a la Liga de la Justicia cuando intentaban reclamar un a recompensa para destruir a la Liga.
Más tarde, se les ve a uno de sus miembros encarcelado por Damian Wayne en las páginas de los Teen Titans de Damian Wayne en la nueva base de operaciones de los Titanes.

## Miembros Notables

### Equipo original
Los primeros Fearsome Five estuvieron compuestos por:
- Doctor Light Miembro fundador, pero tuvo que huir luego de Psimon se adueñara del equipo e intentase asesinarle.
- Psimon Segundo Líder
- Gizmo
- Jinx
- Neutron
- Gafe

### Segundo equipo
- Mammoth
- Shimmer
- Gizmo
- Charger y Deuce

### Tercer equipo
- Doctor Sivana (Thaddeus Bodog Sivana) - Líder
- Gizmo
- Mammoth
- Psimon
- Sabbac
- Shimmer
- Gafe

### Cuarto Equipo: Crisis Final
Este equipo apareció durante el evento conocido como Crisis Final:
- El Calculador (Noah Kuttler) - Líder, formó esta nueva versión.
- Gafe
- Mammoth
- Nano (Virgil Adams) - Un científico que creador del traje nano que portaba. Su única debilidad hasta ahora es el uso de un killcode, en su traje indestructible e incorruptible: Josephine, el nombre de su ave favorita, quien fuese su único amor que le quedaba en el mundo después de hacer el traje.
- Rumble (John Doe) - Un tipo en traje con poderes, que le otorga poderes de súper fuerza y explosiones sónicas.
- Shimmer

### Quinto Equipo (Los Nuevos 52/DC: Renacimiento)
- Psimon
- Gafe
- Mammoth
- Gizmo
- Shimmer

Un sexto miembro aparecería posteriormente durante el arco "Outbreak" de la "Justice League":
- Jinx (en reemplazo de Gafe).

## Apariciones en otros medios

### Televisión
- Una variación de los Fearsome Five llamada H.I.V.E. Five aparece en Teen Titans, inicialmente compuesta por ex estudiantes de la Academia H.I.V.E., Gizmo, Jinx, Mammoth, See-More y Private H.I.V.E. Después de que Private H.I.V.E. deja al grupo fuera de la pantalla, Billy Numerous y Kyd Wykkyd toman su lugar, aunque el grupo todavía se refiere a sí mismo como H.I.V.E. Five. Después de un encuentro con Kid Flash y H.I.V.E. Five uniéndose a la Hermandad del Mal, Jinx deja el grupo para ayudar a los Jóvenes Titanes a derrotar a la Hermandad y a sus antiguos compañeros de equipo.
- Los H.I.V.E. Five aparece en Teen Titans Go!, compuesto por Jinx, Gizmo, Mammoth, See-More y Billy Numerous.[18]
- Los Fearsome Five también aparecieron en el episodio de Young Justice "Beneath".

### Película
- Al inicio de Teen Titans: The Judas Contract en el flashback de hace cinco años, Roy Harper menciona que el y sus compañeros enfrentaron al grupo de "Los Cinco Temibles".

### Videojuegos
- Los Fearsome Five han tenido su aparición en el videojuego masivo en línea DC Universe Online. La alineación consiste en el Doctor Light, Mammoth, Gizmo, Jinx y Psimon.

### Varios
- En el cómic basada en la serie de TV Teen Titans, denominado Teen Titans Go!, Psimon y Dr. Light son los miembros fundadores de los Fearsome Five similar a los cómics de la continuidad del Universo DC.